# 彩画堂
彩画堂（さいがどう）は、日本の漫画家、イラストレーター。主に成人向け漫画を手がけている。

## 略歴・人物
1996年に同人サークル「彩画堂」として活動を開始。主にSNKのKOFシリーズを中心とした格闘ゲーム系とアニメ『新世紀エヴァンゲリオン』を題材とした18禁同人誌を製作。活動初期においてはサークル名義とは別に「異食同元」の個人名義を使用していたが、後にペンネームをサークル名と同一の「彩画堂」に統一。写実的な絵柄で、作風はロリコン、ショタコンから巨乳まで幅広い。
1997年に『メンズヤング』（双葉社）同年8月号掲載の「CHECKしてねっ!」にて商業デビューを果たし、1998年には連載作品を開始。デビュー以来、双葉社の発行する成年向け漫画雑誌を中心に作品を発表している。商業デビュー後も同人活動は継続されており、2004年に発表した同人誌『ショタナイズ 女性キャラ少年化計画』をきっかけとして、ナチュラルハイ製作のOVA作品『シリーズぴこ』のキャラクター原案を手がけた。
双葉社『アクションピザッツ』において、カバーイラストを担当。2007年4月4日号にて初出の後、隔号を担当。同年10月17日号より毎号担当となり、2014年段階でも継続中。
また、2008年に創刊された同社『アクションピザッツDX』においては、創刊号（同年5月号）以来一貫してカバーイラストを担当し、2014年段階でも継続中。
前述の2誌以外では、同社『メンズアクション』において休刊直前の3号分を担当している。
双葉社以外では、若生出版『COMICプルメロ』、辰巳出版『COMICバズーカDEEP』でカバーイラストを担当した号がある。
2014年には『人妻オードリーさんの秘密』がアダルトビデオとして実写化され、マドンナ「熟れコミ」レーベルより全2巻が発売された。なお、同レーベルは単行本の巻数に応じてシリーズ化しており、通常はキャスト続投となっているが、本作品では異例のキャスト刷新が行われている。

## 作品リスト

### 漫画
以下は単行本の刊行時期に準じた昇順の一覧。各作品は原則として「成年コミック」指定マークなしの扱い（例外は※にて特記）。
- ハナさんの休日（全2巻）
  - 双葉社『メンズアクション』[注 1]、2005年1月号 - 同年10月号連載、2005年12月号 - 2006年7月号連載。

  1. ハナさんの休日、2005年10月12日、双葉社〈アクションコミックス〉、ISBN 4-575-83153-0[8]
  2. ハナさんの休日 2nd season、2006年9月28日、双葉社〈アクションコミックス〉、ISBN 4-575-83289-8[9]
- ひの丸君の変っ!（全1巻）
  - 双葉社『メンズヤング』[注 2]、1998年4月号 - 1999年12月号、不定期掲載。

  1. 2006年4月28日、双葉社〈アクションコミックス〉、ISBN 4-575-83230-8[10]
- ボクの成年貢献人（全1巻）
  - 同人作品『ボクの成年貢献人』再録（6編）、描き下ろし（2編）。

  1. 2007年3月12日、双葉社〈アクションコミックス〉、ISBN 978-4-575-83336-2[11]
- 派遣のむうこさん（全2巻）
  - 双葉社『アクションピザッツ』[注 3]、2006年12月6日号 - 2007年11月7日号、2008年1月9日号 - 同年11月号。

  1. 2007年12月12日、双葉社〈アクションコミックス〉、ISBN 978-4-575-83434-5[12]
  2. 2008年10月28日、双葉社〈アクションコミックス〉、ISBN 978-4-575-83546-5[13]
- おたくのメガミさん（全2巻）
  - 双葉社『アクションピザッツ』[注 3]、2009年1月号 - 同年9月号、2009年11月号 - 2010年7月号。

  1. 2009年9月12日、双葉社〈アクションコミックス〉、ISBN 978-4-575-83674-5[14]
  2. 2010年7月12日、双葉社〈アクションコミックス〉、ISBN 978-4-575-83791-9[15]
- くるりさんとヒラリさん（全2巻）
  - 双葉社『アクションピザッツ』[注 3]、2010年9月号 - 2011年5月号、2011年7月号 - 2012年3月号。

  1. 2011年5月28日、双葉社〈アクションコミックス〉、ISBN 978-4-575-83912-8[16]
  2. 2012年2月10日、双葉社〈アクションコミックス〉、ISBN 978-4-575-84031-5[17]
- LIVE CUM（全1巻）
  - 双葉社『アクションピザッツSP』掲載[注 4]

  1. 2013年1月17日、エンジェル出版〈エンジェルコミックス〉、ISBN 978-4-87306-477-2[18] ※「成年コミック」指定マークあり
- 人妻オードリーさんの秘密 30歳からの不良妻講座（全2巻）
  - 双葉社『アクションピザッツ』[注 3]、2012年5月号 - 同年12月号、2013年2月号 - 同年9月号。

  1. 2012年12月27日、エンジェル出版〈エンジェルコミックス〉、ISBN 978-4873064727[※ 2]
  2. 2013年10月3日、エンジェル出版〈エンジェルコミックス〉、ISBN 978-4873065298[※ 3]
- 人妻女教師まいんさん（全2巻）
  - 双葉社『アクションピザッツ』[注 3]、2013年11月号 - 2014年6月号、2014年8月号 - 2015年3月号。

  1. 2014年6月17日、エンジェル出版〈エンジェルコミックス〉、ISBN 978-4873065786[19] ※「18未満（禁止）」指定マークあり
  2. 2015年3月17日、エンジェル出版〈エンジェルコミックス〉、ISBN 978-4873066325[20] ※「18未満（禁止）」指定マークあり
- パートタイム マナカさん 若妻援助交際記
  - 双葉社『アクションピザッツ』[注 3]、2015年5月号 - 2016年11月号。
- 年増区育ちの豊島さん
  - 双葉社『アクションピザッツ』[注 3]、2017年1月号 - 2018年7月号。この作品から全18話・単行本2冊の連載が定番化している。
- マナさんと母屋を離れて…
  - 双葉社『アクションピザッツ』[注 3]、2018年9月号 - 2020年3月号。
- 地下30mの蜜月を…
  - 双葉社『アクションピザッツ』[注 3]、2020年5月号 - 2021年11月号。
- めしべの咲き誇る島で
  - 双葉社『アクションピザッツ』[注 3]、2022年1月号 - 2023年7月号。
- 限界ニュータウンは蜜の味
  - 双葉社『アクションピザッツ』[注 3]、2023年9月号 - 2025年3月号。
- 色街ニ溢レ滴ル花ノ蜜
  - 双葉社『アクションピザッツ』[注 3]、2025年5月号 - 連載中。

### イラストレーション
小説挿絵
- 著者：御前零士『女医奈々子-白衣を穢す淫辱の罠-』
  - 2008年11月22日発売[21] キルタイムコミュニケーション〈リアルドリーム文庫〉 ISBN 9784860326630

雑誌表紙
- 双葉社『メンズアクション』[注 1]
  - 2006年5月号[22]、6月号[23]、7月号（最終号）[24]。

- 双葉社『アクションピザッツ』[注 3]
  - 2007年4月4日号[25]、同年5月9日号[26]、同年6月6日号[27]、同年7月4日号[28]、同年8月1日号[29]、同年9月5日号[30]、同年10月3日号[31]、同年10月17日号[32]、以降毎号担当（2018年6月号、2018年11月号、2019年4月号、2019年9月号を除く）[33]。
  - 2012年12月までの総数124点（アクションピザッツDXを含む）のうち24点が単行本『LIVE CUM』に収録。

- 双葉社『アクションピザッツDX』[注 5]
  - 2008年5月号（創刊号）[34]〜2018年6月号、2018年8月号〜2019年8月号（最終号）担当[35]。
  - 2012年12月までの総数124点（アクションピザッツを含む）のうち24点が単行本『LIVE CUM』に収録。

- 若生出版『COMICプルメロ』[注 6]
  - 2008年5月号[36]。

- 辰巳出版『COMICバズーカDEEP』[注 7]
  - 2008年第6号[37]、第8号[38]、第10号[39]。

- リイド社『コミッククリベロン』[注 8]
  - vol.81〜

### キャラクターデザイン
- ショタナイト（キャラクター原案）
- あおぞら通信（キャラクター原案）
- シリーズぴこ（キャラクター原案）
  - ぼくのぴこ
  - ぴことちこ
  - ぴこ×CoCo×ちこ